# 矢部浩之の私が総理大臣になったら…秘書岡村。
矢部浩之の私が総理大臣になったら…秘書岡村。（やべひろゆきのわたしがそうりだいじんになったら…ひしょおかむら。）は、フジテレビ製作のバラエティ番組『めちゃ²イケてるッ!』で放送されていたコーナーのひとつ。

## 概要
ザ・カルチャータイムと似ているクイズ形式のコントである。タイトルは『太田光の私が総理大臣になったら…秘書田中。』（日本テレビ）のパロディだが、内容自体に関連性はない。コーナースタート当時就任したばかりだった実際の内閣総理大臣が、「矢部」に似た語呂の「安倍」姓であることにもかけている。しかし、元ネタとなった安倍首相（安倍晋三）が急遽退陣した為終了した。ちなみにコーナー終了から5年後の2012年に安倍晋三は総理として再登板している。

## パターン
- 総理定例記者会見（囲み取材）という設定で、矢部浩之がヤベ内閣総理大臣、岡村隆史が秘書官となり、加藤浩次をはじめ他のメンバー扮した番記者の質問に答える。質問は安倍総理の所信表明演説や最近の政治用語から出題。
- ヤベ総理がおかしな説明をすると番記者からパイが飛ぶ。ツッコミテロップは、番記者取材メモ(○数字)。
- パイ投げが落ち着いたところで、岡村秘書官がヤベ総理を画面の外へ誘導しつつ脈絡のない報告をするのがオチ。
- ヤベ総理の紹介テロップには「年齢も偏差値も35」と書かれている。

## 質問内容
| 放送日 号外の見出し                   | 回 | 番記者日誌 (テーマ)               | ヤベ総理の答え |
| ------------------------------------- | -- | --------------------------------- | --- |
| 2006年11月25日 プッチバカ新内閣       | 1  | 美しい国創り                      | 「箱根みたいにしよう」と箱根スカイラインの話を持ち出すも、本題については「知らんわ～」と解答。当てられたパイ4個。 岡村秘書官「ロナウジーニョから新しい宿題出てます」と報告（参考）。 |
| 2006年11月25日 プッチバカ新内閣       | 2  | 再チャレンジ （格差社会）         | 最初「再チャレンジ」について「金子賢（のあくなき格闘技挑戦）からは勇気をもらうわ!」と解答。その後改めて「格差社会」について聞き直したところ「助さん・格さん=格差社会」と大ボケ解答。当てられたパイ4個。 岡村秘書官「西麻布のごん八個室OKです」と報告。 |
| 2006年11月25日 プッチバカ新内閣       | 3  | 子育てフレンドリー （少子化問題） | 最初「子育てフレンドリー」について「以前東京フレンドパークIIに出ていた鈴木紗理奈と伊集院光は友達なのか？」と解答。その後それが少子化問題だとわかるも、全く関係のない自身の小学校時代のエピソード（グランドに犬・体育館の天井にバレーボール・ギョウ虫検査）を持ち出し番記者激怒。当てられたパイ10個。 岡村秘書官「次（のスケジュールは）、ナイナイサイズ!のメガネ男子PART2です」と報告。 |
| 2006年11月25日 プッチバカ新内閣       | 4  | 逃げず、逃げ込まず （消費税）     | ヤベ総理、中学校時代に部活終わりに行っていた常連のパン屋の話で「食い逃げした」と失言。岡村秘書官共々番記者から大量のパイを投げつけられる。当てられたパイ30個。 岡村秘書官「美容室『カポーティ（矢部がプライベートでお気に入りとされる店）』より（の連絡で）、布施明とバッティングしてます（とのことです）」と報告。                                                                     |
| 2007年2月10日 プッチバカ暴露          | 5  | ホワイトカラーエグゼンプション    | ヤベ総理、小学校6年の時に猛烈に感動した映画「南極物語」の話を持ち出すも、本題については「知らんな!総理は犬が好き!」と解答。当てられたパイ4個。 岡村秘書官「ドラリオン（のチケット）ど真ん中取れました」と報告。 |
| 2007年2月24日 そのまんまバカ          | 6  | 事務所費問題                      | ヤベ総理、事務所の後輩との飲み会の帰りに石原真理子に偶然遭遇し、急接近されかけたエピソードを持ち出すも、本題については「I don't knowやね!」と解答。当てられたパイ10個。 岡村秘書官「マリコさんから（の連絡で）、ラーメンはないそうです」と報告（番組のスタッフにもマリコさんがおり、この人が長時間収録の際の腹ごしらえとしてラーメン等をスタジオに手配してくれていることがある）。      |
| 2007年4月21日 プッチバカ当確          | 7  | 教育再生会議                      | ヤベ総理、「再生」つながりでハードディスクレコーダーで王様のブランチを録画したら「あまりにも高画質でブラマヨの吉田の肌に引いた」というエピソードを持ち出すも、本題については「わからんわな!」と解答。当てられたパイ4個。 岡村秘書官「探してらっしゃった化粧水『オードムーゲ』見つかりましたよ!」と報告。                                                                                |
| 2007年6月16日 社会人としてのバランス? | 8  | プライマリーバランス              | 1995年にめちゃイケの前身番組のメンバーが「新春かくし芸大会」で竹馬に挑戦した際、「極楽とんぼのあっちの方」がバランスを崩して転倒したエピソードを語り、今考えれば竹馬程度のミスなら許せるが人生のバランスも崩してしまったとオチをつけた。当てられたパイ34個。 岡村秘書官も大量のパイを浴び、岡村秘書官は「久しぶりに大浴場2人で入れますね」と発言。                                      |